# Serra das Vertentes
Serra das Vertentes är en bergskedja i Brasilien.   Den ligger i delstaten Minas Gerais, i den sydöstra delen av landet, 700 km sydost om huvudstaden Brasília.
Omgivningarna runt Serra das Vertentes är huvudsakligen savann. Runt Serra das Vertentes är det ganska glesbefolkat, med 38 invånare per kvadratkilometer.